# Chassie

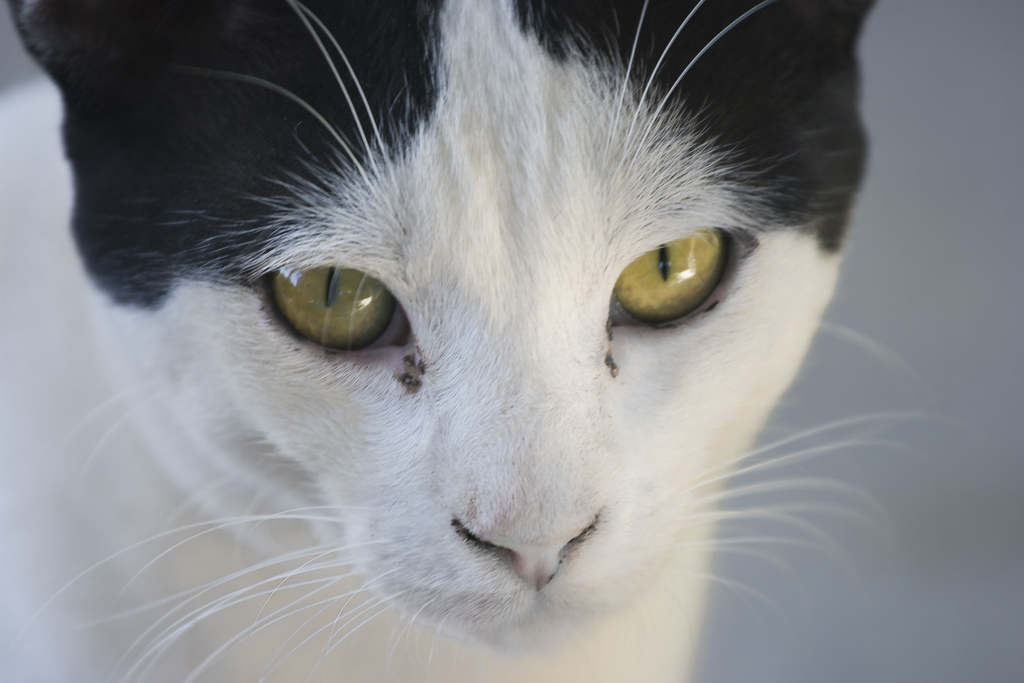
Chassie produite par les yeux d'un chat.

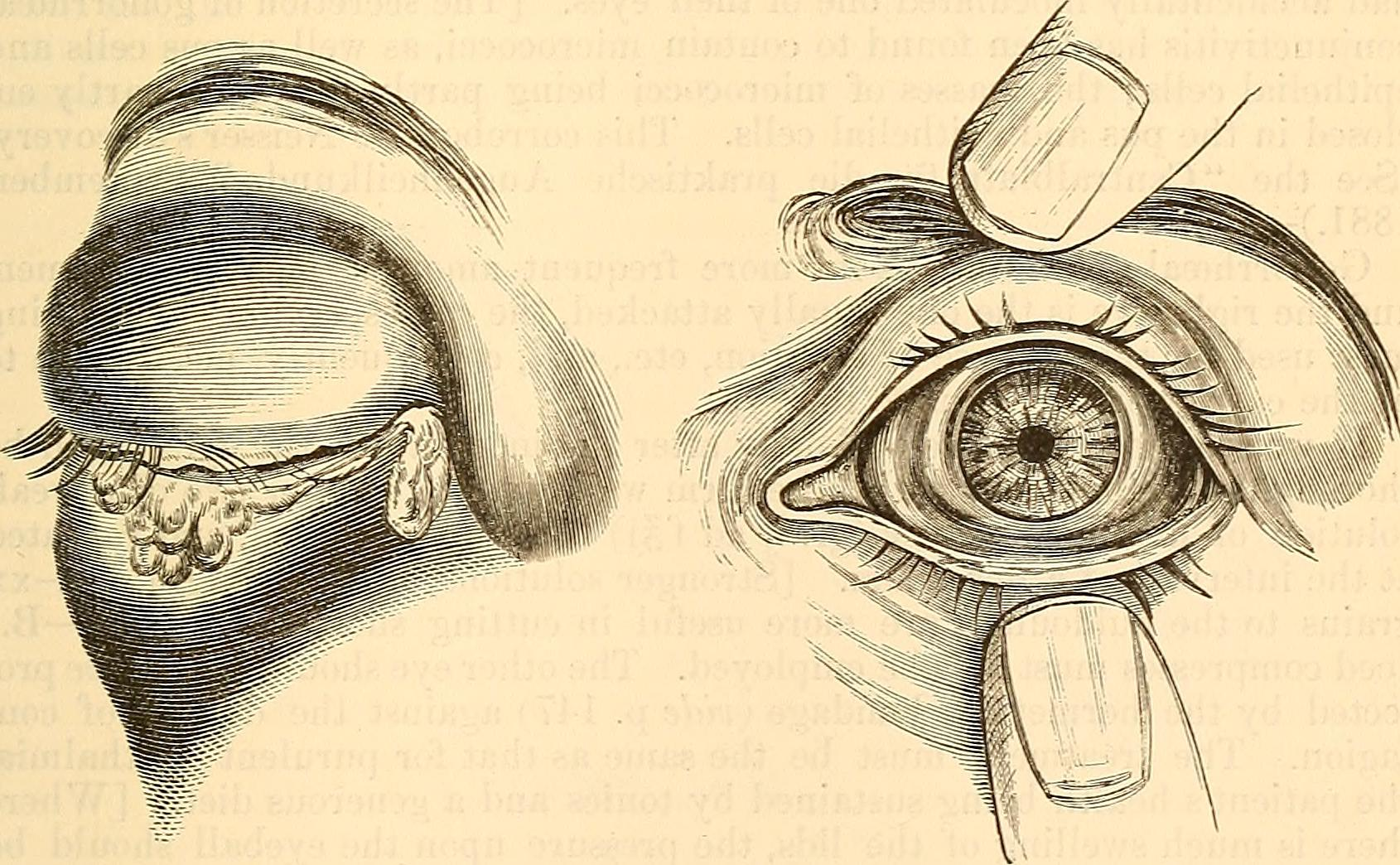
Sécrétion anormalement abondante de chassie, signe d'une infection de l’œil.

La chassie est une sécrétion, initialement visqueuse mais pouvant durcir à l'air libre, naturellement produite par les muqueuses du nez, de la bouche et des yeux des tortues, lézards, oiseaux et mammifères, y compris pendant le sommeil ; son rôle est de maintenir l'humidité des muqueuses et d'engluer les poussières éventuelles,.
La chassie de l’œil se compose principalement de mucus fin et aqueux produit par la conjonctive et d'une substance huileuse sécrétée par les glandes de Meibomius aidant à garder les yeux lubrifiés entre les clignements d'yeux. La chassie comprend également des cellules de peau et d'autres débris qui s'accumulent dans le coin de l'œil pendant le sommeil. Il peut être humide et collant ou sec et croûté, selon la quantité de liquide évaporée dans l'écoulement.